# 仙女座R
仙女座R，又名BD+37 58，HD 1967、SAO 53860、HR 90，是仙女座的一颗恒星，视星等为7.39，位于銀經117.07，銀緯-23.98，其B1900.0坐标为赤經0h 18m 44.8s，赤緯+38° -23.98′ 25″。